# Cydonie Mothersille
Cydonie Mothersille (Cydonie Camille Mothersille-Modibo, auch Mothersill geschrieben; * 19. März 1978 in Kingston) ist eine ehemalige Sprinterin jamaikanischer Herkunft, die international für die Cayman Islands startete.
Den bisher größten Erfolg ihrer Karriere feierte sie mit dem Gewinn der Bronzemedaille im 200-Meter-Lauf bei den Weltmeisterschaften 2001 in Edmonton. Zwar erreichte sie das Ziel in 22,88 s nur als Fünfte, rückte jedoch in der Wertung um zwei Ränge auf, als später die Siegerin Marion Jones und die Dritte Kelli White wegen Dopings nachträglich disqualifiziert wurden. Außerdem wurde Mothersille bei den Panamerikanischen Spielen 2003 in Santo Domingo Zweite über 200 Meter.
Bei den Weltmeisterschaften 2005 in Helsinki und 2007 in Osaka belegte sie im 200-Meter-Lauf jeweils den achten Platz. Dagegen schied sie bei den Weltmeisterschaften 2009 in Berlin im Halbfinale aus.
Sie nahm insgesamt dreimal an Olympischen Spielen teil. Bei den Olympischen Spielen 2000 in Sydney trat sie im 100-Meter- und im 200-Meter-Lauf an, schied jedoch jeweils in der ersten Runde aus. Bei den Olympischen Spielen 2004 in Athen erreichte sie das Halbfinale über 200 Meter, bei den Olympischen Spielen 2008 in Peking zog sie in das Finale ein und wurde Achte.
Bei den Commonwealth Games 2010 in Neu-Delhi gewann Mothersille die Goldmedaille im 200-Meter-Lauf.
Cydonie Mothersille ist 1,68 m groß und wiegt 57 kg. Sie hat Englisch an der Clemson University in South Carolina studiert und ist mit dem Leichtathleten Ato Modibo aus Trinidad und Tobago verheiratet.

## Bestzeiten
Freiluft
- 100 m: 11,08 s, 5. Juli 2006, Salamanca
- 200 m: 22,39 s, 10. Juli 2005, Nassau
- 400 m: 52,18 s, 16. Mai 2009, Ponce

Halle
- 60 m: 7,36 s, 14. Februar 2003, Fayetteville
- 200 m: 22,82 s, 23. Februar 2003, Liévin
- 400 m: 53,79 s, 13. Februar 1999, Blacksburg